# Lyonia villosa
Lyonia villosa är en ljungväxtart som först beskrevs av Nathaniel Wallich och Charles Baron Clarke, och fick sitt nu gällande namn av Hand.-mazz. Lyonia villosa ingår i släktet Lyonia och familjen ljungväxter. Utöver nominatformen finns också underarten L. v. sphaerantha.